# Беседовка (Запорожская область)
Беседовка (укр. Бесідівка) — село в Приазовском районе Запорожской области Украины. Входит в состав Беседовского сельского совета.

## География
Село Беседовка расположено в южной части Запорожской области, находится в 1 км севернее села Анно-Опанлинка.

## История
Село основано в 1887 году.
С момента основания Беседовского сельского совета село являлось его центром. 23 февраля 2012 года решением Запорожской областной рады центр Беседовского сельского совета был перенесён из Беседовки в Анно-Опанлинку. Название сельского совета при этом не изменилось.

## Население
Население Беседовки по переписи 2001 года составляло 93 человека.